# Frans Gommers
Frans Gommers (Anversa, 5 aprile 1917 – 5 aprile 1996) è stato un calciatore belga, di ruolo difensore.

## Carriera

### Club
Frans Gommers inizia la sua carriera da calciatore nel 1935 con il Beerschot VA, una delle principali squadre belghe del tempo, militando nel club di Anversa per undici stagioni. Difensore solido e disciplinato, attraversa anche il difficile periodo della seconda guerra mondiale, durante il quale il calcio belga prosegue in forma ridotta.
Nel 1946 si trasferisce allo Standard Liegi, dove gioca per una stagione prima di ritirarsi dall'attività agonistica. 

### Nazionale
A livello internazionale, tra il 1938 e il 1939, colleziona 2 presenze con la nazionale belga, senza segnare reti.

### Allenatore
Dopo il ritiro, intraprende una breve carriera da allenatore, guidando guidando il Beershot VA nella stagione 1952-1953.

## Palmarès

### Giocatore

#### Competizioni nazionali
- Campionato belga: 2

Beerschot: 1937-1938, 1938-1939

## Statistiche

### Cronologia presenze e reti in nazionale
| Cronologia completa delle presenze e delle reti in nazionale ― Belgio | Cronologia completa delle presenze e delle reti in nazionale ― Belgio | Cronologia completa delle presenze e delle reti in nazionale ― Belgio | Cronologia completa delle presenze e delle reti in nazionale ― Belgio | Cronologia completa delle presenze e delle reti in nazionale ― Belgio | Cronologia completa delle presenze e delle reti in nazionale ― Belgio | Cronologia completa delle presenze e delle reti in nazionale ― Belgio | Cronologia completa delle presenze e delle reti in nazionale ― Belgio |
| Data                                                                  | Città                                                                 | In casa                                                               | Risultato                                                             | Ospiti                                                                | Competizione                                                          | Reti                                                                  | Note                                                                  |
| --------------------------------------------------------------------- | --------------------------------------------------------------------- | --------------------------------------------------------------------- | --------------------------------------------------------------------- | --------------------------------------------------------------------- | --------------------------------------------------------------------- | --------------------------------------------------------------------- | --------------------------------------------------------------------- |
| 30-1-1938                                                             | Parigi                                                                | Francia                                                               | 5 – 3                                                                 | Belgio                                                                | Amichevole                                                            | -                                                                     |                                                                       |
| 27-3-1939                                                             | Łódź                                                                  | Polonia                                                               | 3 – 3                                                                 | Belgio                                                                | Amichevole                                                            | -                                                                     |                                                                       |
| Totale                                                                |                                                                       | Presenze                                                              | 2                                                                     |                                                                       | Reti                                                                  | 0                                                                     |                                                                       |